# Twisted Trails
Twisted Trails è un cortometraggio muto del 1916 diretto da Tom Mix. Di genere western, il film, prodotto dalla Selig Polyscope Company, aveva come interpreti oltre allo stesso Tom Mix che firmava soggetto e sceneggiatura, Frank Clark, Eugenie Besserer, Frank Le Roy, Sid Jordan, George Clarke, Bessie Eyton.

## Trama

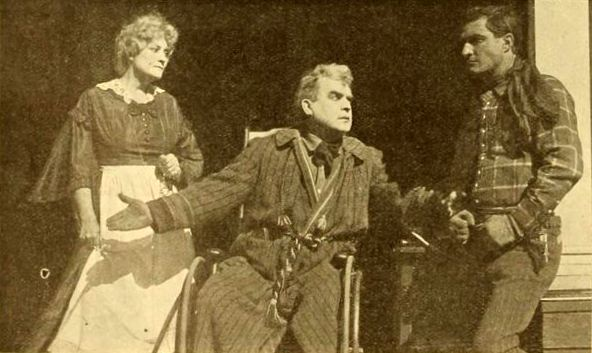

Lo sceriffo Luke Fisher e il suo vice Brad Foster in realtà sono dei ladri di bestiame che vogliono scaricare la colpa dei furti su Tom Snow, il caposquadra del ranch Three "A". Quando vanno per arrestarlo, però, Tom riesce a scappare. Durante la sua avventurosa fuga incontra una ragazza, Sunshine West, che sta fuggendo pure lei sotto pioggia da un pretendente troppo aggressivo che le ha messo le mani addosso. La ragazza è la pupilla di West, il proprietario del saloon di Haven Delight ed è orfana. Lei e Tom fanno amicizia e presto si innamorano. Riconosciuto innocente, Tom può tornare in paese, dove sposa Sunshine. Ma presto corre voce che i due sono fratello e sorella, separati alla nascita. Martha, la governante, svela però il suo segreto: Tom è figlio suo e lei, quand'era una giovane infermiera, aveva scambiato nelle culle i veri fratello e sorella, ovvero Sunshine e Craig Keyes, il giocatore d'azzardo che mirava a prendersi Sunshine con la violenza. Quest'ultimo, che ha seguito Sunshine e sta ascoltando tutto, decide di togliersi di torno e di lasciare il paese.

## Produzione
Il film fu prodotto dalla Selig Polyscope Company.

## Distribuzione
Distribuito dalla General Film Company, il film - un cortometraggio in tre bobine - uscì nelle sale cinematografiche statunitensi l'11 dicembre 1916. In Danimarca, distribuito il 20 dicembre 1926, prese il titolo Præriepoliti, in Brasile quello di Caminhos Torcidos.